# Billerica
Billerica [bɪlˈrɪkə] är en kommun (town) i Middlesex County i Massachusetts. Vid 2020 års folkräkning hade Billerica 42 119 invånare.